# 페이탈 바이러스
페이탈 바이러스(Fatal Error)는 미국에서 제작된 아만드 마스트로이안니 감독의 1999년 액션, 미스터리, SF 영화이다. 안토니오 사바토 주니어 등이 주연으로 출연하였고 리처드 D. 아레돈도 등이 제작에 참여하였다.

## 출연

### 주연
- 안토니오 사바토 주니어
- 재닌 터너
- 로버트 와그너

### 조연
- 말콤 스튜어트
- 데이빗 루이스

## 제작진
- 원작자: 벤 메즈리치
- 공동제작: 테드 밥콕
- 공동제작: 론 맥기
- 공동제작: 에릭 스토리
- 미술: 질 스콧
- 의상: 칼라 헷랜드
- Ass-PD: 피터 새도스키
- 연출: 아만드 마스트로이안니
- 공동기획: 스테파니 게메인
- 배역: 수잔 글릭스먼
- 배역: 펀 오렌스타인